# 松原新之助
松原 新之助（まつばら しんのすけ、嘉永6年<1853年> - 1916年<大正5年>12月14日）は、明治時代の水産学者、生物学者。水産講習所初代所長。

## 生涯
出雲国松江藩の松原友益の長男として生まれる。諱は友摂。字は儀卿。瑜州と号した。松江藩医の山本泰安に本草学を学ぶ。1871年、19歳の時に藩費生として上京し、英語・ドイツ語を学ぶ。
1872年、東京医学校に入学し、ドイツ人教師フランツ・ヒルゲンドルフに近代生物学を学ぶ。1876年から東京医学校、1878年から駒場農学校で動植物学の講義を行った。その傍ら農務局御用掛を兼務した。1879年から2年間ドイツ帝国に留学し、1880年にはベルリンで開かれた「国際漁業博覧会」に日本国として初めて参加した。その後もベルリン大学で水産動物の研究を行った。
帰国後は、農商務省技師となり、1888年に一高の教授に就任する。水産講習所設立に尽力し、1890年から1911年にかけ初代所長を務めた。大正5年12月14日没。墓所は谷中霊園。

## 著書
- 『植物名称一班』
- 『植物綱目提要』
- 『水産養殖学教科書全』など